# Торжество веры
«Торжество́ ве́ры» (англ. The Victory of Faith, иногда также выставлялась под названием «Помилуй, Господи», лат. Miserere Domine!) — картина британского художника Сент-Джорджа Хейра (холст, масло), написанная в 1891 году.

## Провенанс
Впервые выставлена в 1891 году на выставке Королевской академии художеств в Лондоне, в каталоге выставки к картине в качестве комментария была дана цитата из Книги мучеников Фокса: «Многообразными и различными мучениями были истязаемы христиане, и обращались с мучениками самым злосчастным и достойным сожаления способом. Те же, кого не замучили до смерти, всякий день были устрашаемы и гонимы беспрестанно» (англ. Divers and sundrie torments were the Christians molested with, and the martyrs were in most miserable and pitiful wise handled. Those which were not tormented to death, were everie daie terrified and feared without ceasing). В то же время в бюллетене Академии Academy Notes, где также был приведён полный каталог выставки, картина сопровождалась более ясным комментарием: «Две девушки-христианки, обнажённые, одна белая, другая негритянка, спят, лёжа на полу на соломе перед клеткой со львами, сквозь решётку которой звери смотрят на тела» (англ. Two Christian maidens, nude, one fair the other a negress, lying asleep on some straw on the pavement before a lion's cage, through the bars of which the animals are glaring at the figures).
В 1893 году картина была представлена на Всемирной выставке в Чикаго и включена Чарльзом Куртцем в печатный сборник репродукций наиболее значительных картин выставки. В 1894 году выставлялась на Парижском салоне. Далее ещё дважды выставлялась в Лондоне, в 1904 году была приобретена у художника неизвестным лицом и в 1905 году передана в дар Национальной галерее Виктории, где и находится по сей день.

## Интерпретации и оценки
Американский художник Уильям Уолтон, обозревая экспозицию Всемирной выставки 1893 года, отмечает «спокойствие, с которым две христианские мученицы спят на соломе накануне своей ужасной смерти и почти в пределах досягаемости своих огненноглазых палачей», замечая при этом, что художник «не называет ни имён, ни дат этих невинных жертв, смуглой и белокурой, и очень вероятно, что он выдумал этот случай ради картины». В христианской публицистике картина Хейра и далее упоминалась как выразительная иллюстрация стойкости духа: так, Дж. У. Эрншоу в своём обзоре христианских мотивов на Всемирной выставке настаивал на том, что девушки на картине «принадлежат к различным расам, белой и африканской, но их сестринские объятья подразумевают более глубокое товарищество, чем порождаемое общим страданием: <…> безмятежное выражение их лиц говорит о торжествующем мирном блаженстве духа». Спустя полвека к картине Хейра возвращается известный австралийский проповедник Фрэнк Борем: «слегка касаясь плеч друг друга (англ. with their arms lightly thrown about each other's shoulders), они крепко спят… Победа над всем могуществом Цезарей… Победа над всеми их женскими слабостями… Победа над всеми расовыми предрассудками…» — по мнению Борема, художник мог вдохновляться при работе над картиной словами апостола Павла из «Послания к Римлянам»: «Кто отлучит нас от любви Божией: скорбь, или теснота, или гонение, или голод, или нагота, или опасность, или меч? За Тебя умерщвляют нас всякий день, считают нас за овец, обреченных на заклание. Но всё сие преодолеваем силою Возлюбившего нас» (Рим. 8:35-37).

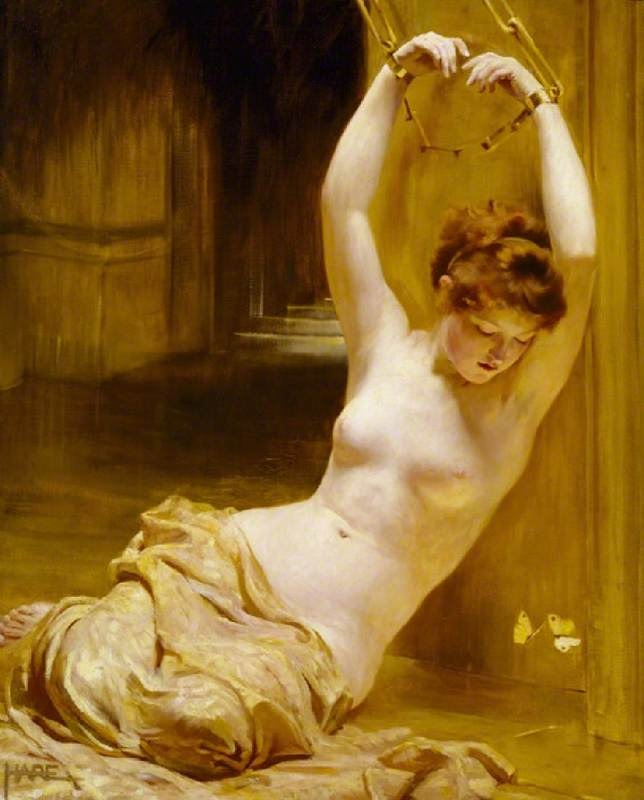
«Золотая клетка»

Более поздние обозреватели не разделяли столь возвышенного восприятия картины Хейра. Так, в изданном Национальной галереей Виктории обзоре собственной коллекции отмечается, что работа Хейра основана на впечатлениях от эротической фотографии викторианской эпохи, а к изображениям прикованных или привязанных девушек художник определённо испытывал особый интерес (среди других полотен Хейра известность приобрела, в частности, работа 1908 года «Золотая клетка»). Искусствовед Кобена Мерсер ставит «Торжество веры» в ряд «межрасовых лесбийских пар», распространившихся в визуальном искусстве рубежа XIX—XX веков и отражающих общую заворожённость межрасовым эротическим взаимодействием в эпоху покушения на различные прежние запреты. По мнению другого новейшего исследователя, в картине Хейра происходит своеобразное удвоение плоти, белое тело возникает как эманация чёрного, благодаря чему усиливается эффект сексуального напряжения, маскируемого религиозным сюжетом.